# Star Trek: Picard
Star Trek: Picard är en amerikansk webb-TV-serie som skapats av Kirsten Beyer, Akiva Goldsman, Michael Chabon och Alex Kurtzman. Det är den åttonde serien i Star Trek och som titeln antyder handlar den framför allt om Jean-Luc Picard. Den utspelar sig i slutet av 2300-talet, 18 år efter händelserna i Star Trek: Nemesis (2002).
Patrick Stewart spelar den stora huvudrollen som Jean-Luc Picard, rollfiguren från Star Trek: The Next Generation och några av Star Trek-filmerna. Santiago Cabrera, Michelle Hurd, Evan Evagora, Alison Pill, Harry Treadaway och Isa Briones spelar de övriga huvudrollerna. Flera skådespelare från tidigare Star Trek-serier återvänder också till sina respektive rollfigurer, däribland Brent Spiner som Data, Jeri Ryan som Seven of Nine, Marina Sirtis som Deanna Troi och Jonathan Frakes som William Riker.
Star Trek: Picard hade premiär i USA och Kanada 23 januari 2020, i andra länder 24 januari 2020. Serien finns i tre säsonger. Alla består av tio avsnitt.

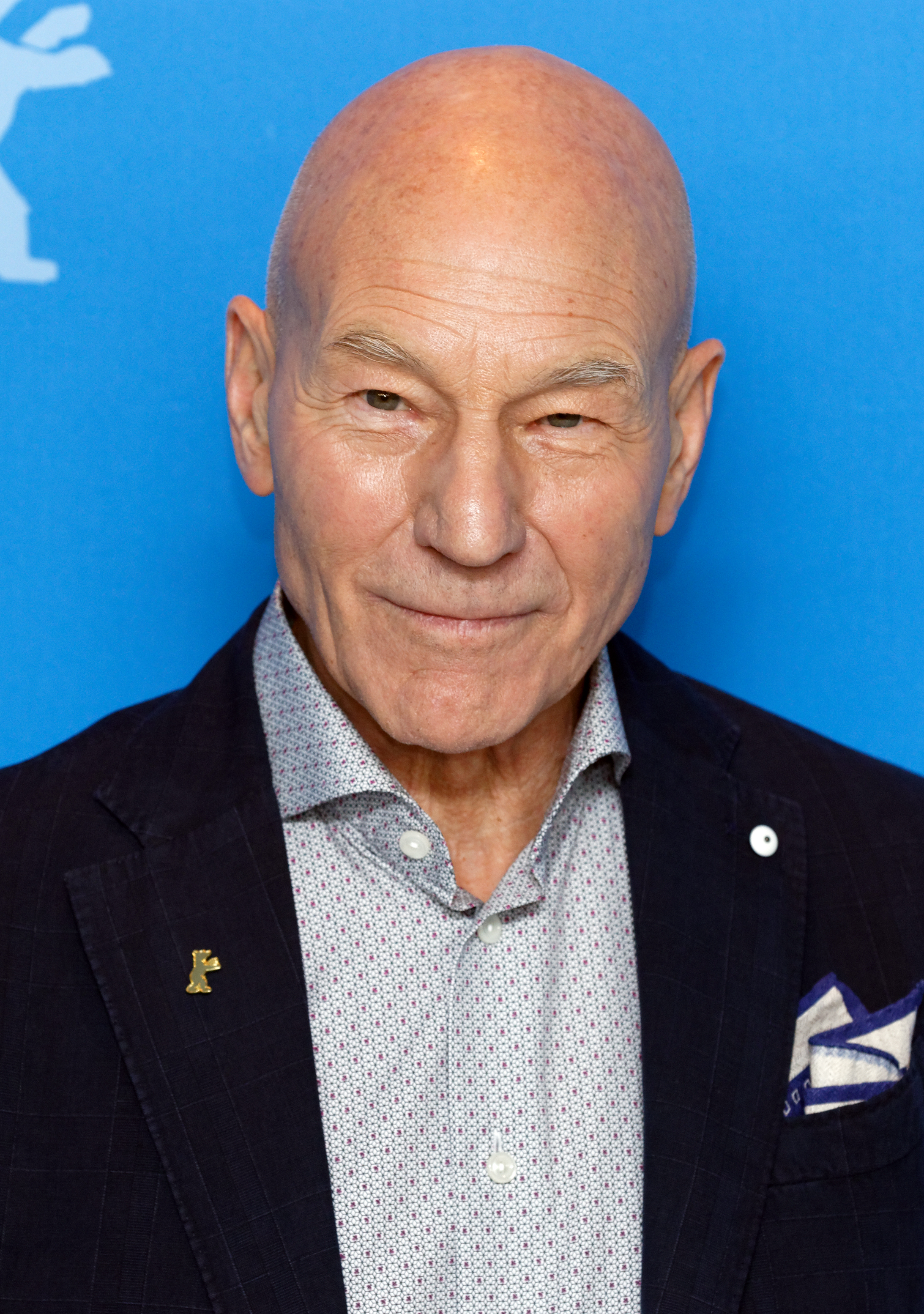
Patrick Stewart spelar seriens titelroll från tidigare Star Trek-serier och filmer.